# Andriej Bieły
Andriej Bieły (ros. Андрей Белый, właśc. Boris Nikołajewicz Bugajew (ros. Борис Николаевич Бугаев); ur. 14 października?/26 października 1880 w Moskwie, zm. 8 stycznia 1934 w Moskwie) – rosyjski poeta, prozaik, krytyk literacki, filozof, teoretyk symbolizmu i antropozofii-mistycyzmu.

## Życiorys
Ukończył studia przyrodnicze, studiował także filologię. Wpływ na jego światopogląd miała filozofia Schopenhauera i Nietzschego. W swej wczesnej twórczości łączył on przesłanki zachodnioeuropejskiego symbolizmu z mistycyzmem i eschatologicznymi rozważaniami Sołowjowa. Bieły współpracował z pismami symbolistów Wiesy i Złote Runo. Jego debiutem literackim był utwór liryczny napisany zrytmizowaną prozą, nazwany przez Biełego symfonią, napisana w 1900 pod tytułem Heroiczna, a wydana w 1903 jako Symfonia Północna, w 1902 roku wydał kolejną symfonię – Dramatyczną, w 1905 Powrót a w 1908 symfonię Kubek Zamieci. Pierwszym tomikiem wierszy był utwór Złoto w lazurze (Zołoto w łazuri). Inspiracji szukał Bieły także u Kanta. Rewolucja 1905 roku zaowocowała w jego twórczości problematyką społeczną i narodową. Były to zbiory poezji: Popiół (Piepieł, 1909) i Urna (1909) oraz powieści: Srebrny gołąb (Sieriebriannyj gołub’, 1909) i Petersburg (Pietierburg, 1909).
W 1912 poznał Rudolfa Steinera, twórcę antropozofii. Spotkanie to miało ogromny wpływ na jego twórczość i życie prywatne. Dwa lata (1914–1916) spędził w Dornach w Szwajcarii, uczestnicząc w budowie Goetheanum, świątyni antropozofów. Ten okres w jego życiu znalazł odzwierciedlenie w powieści autobiograficznej Kocio Letajew (Kotik Lietajew, 1917). Pozostawił też wspomnienia o Steinerze. Po powrocie do Rosji brał czynny udział w życiu literackim, spotykał się m.in. z Błokiem i Jesieninem. Był współorganizatorem Wolnej Akademii Filozoficznej w 1918 roku.
W latach 1921–1923 przebywał w Berlinie, gdzie wydawał czasopismo Epopieja. Stworzył też ostatnie swoje wielkie dzieło poetyckie – poemat Pierwsze spotkanie (Pierwoje swidanije, 1921). Późniejszy okres jego twórczości stanowi prawie wyłącznie proza. We wspomnieniach Na przełomie dwóch stuleci (Na rubieże dwuch stoletij, 1930) pisarz przedstawił obraz duchowego życia inteligencji rosyjskiej po przełomie pozytywistycznym.
Andriej Bieły odegrał też istotną rolę w teorii literatury, szczególne znaczenie mają jego prace z zakresu wersologii i stylistyki, m.in. Kunszt Gogola (Mastierstwo Gogola, 1934).

## Wybrana twórczość

### Powieści
- 1910 – Srebrny gołąb[1] (ros. Серебряный голубь)
- 1913 – Petersburg[2] (ros. Петербург)
- 1915 – Kocio Letajew[3] (ros. Котик Летаев)
- 1921 – Krieszczenyj kitajec (ros. Крещеный китаец)
- 1926 – Moskowskij czudak (ros. Московский чудак)
- 1926 – Moskwa pod udarom (ros. Москва под ударом)
- 1932 – Maski. Roman (ros. Маски. Роман)

### Proza dokumentalna
- 1911 – Putiewyje zamietki (ros. Путевые заметки)
- 1923 – Wospominanija o Błokie (ros. Воспоминания о Блоке)
- 1930 – Na rubieże dwuch stoletij (ros. На рубеже двух столетий)
- 1933 – Naczało wieka (ros. Начало века)
- 1935 – Mieżdu dwuch riewolucyj (ros. Между двух революций)

### Zbiory wierszy
- 1904 – Zołoto w łazuri (ros. Золото в лазури)
- 1909 – Piepieł (ros. Пепел)
- 1909 – Urna (ros. Урна)
- 1919 – Zwiezda (ros. Звезда)
- 1922 – Posle Razłuki (ros. После Разлуки)
- 1922 – Stichi o Rossii (ros. Стихи о России)
- 1923 – Stichotworienija (ros. Стихотворения)

### Poematy
- 1918 – Christos woskries (ros. Христос воскрес)
- 1918 – Pierwoje swidanije (ros. Первое свидание)
- 1922 – Głossołalija (ros. Глоссолалия)

### Publicystyka
- 1910:
  - Simwolizm (ros. Символизм) – zbiór artykułów
  - Ług zielionyj (ros. Луг зеленый) – zbiór artykułów
- 1911:
  - Arabieski (ros. Арабески) – zbiór artykułów
  - Tragiedija tworczestwa. Dostojewskij i Tołstoj (ros. Трагедия творчества. Достоевский и Толстой)
- 1915 – Rudolf Sztiejniej i Giotie w mirowozzrienii sowriemiennosti (ros. Рудольф Штейнер и Гёте в мировоззрении современности)
- 1917:
  - Riewolucyja i kultura (ros. Революция и культура) – broszura
  - Ritm i smysł (ros. Ритм и смысл)
  - O ritmiczeskom żestie (ros. О ритмическом жесте)
- 1918:
  - Na pieriewale. I. Krizis żyzni (ros. На перевале. I. Кризис жизни)
  - Na pieriewale. II. Krizis mysli (ros. На перевале. II. Кризис мысли)
- 1920 – Na pieriewale. III. Krizis kultury (ros. На перевале. III. Кризис культуры)
- 1922:
  - Sirin uczenogo warwarstwa (ros. Сирин ученого варварства)
  - O smysle poznanija (ros. О смысле познания)
  - Poezija słowa (ros. Поэзия слова)
- 1928 – Wietier s Kawkaza. Wpieczatlenija (ros. Ветер с Кавказа. Впечатления)
- 1929 – Ritm kak dialektika i "iednyj wsadnik". Issledowanije (ros. Ритм как диалектика и "Медный всадник". Исследование)
- 1934 – Mastierstwo Gogola. Issledowanije (ros. Мастерство Гоголя. Исследование)

### Inne
- 1900 – Siewiernaja simfonija (gieroiczeskaja) (ros. Северная симфония (героическая))
- 1902 – Simfornija (dramaticzeskaja) (ros. Симфония (драматическая))
- 1905 – Wozwrat. III simfonija (ros. Возврат. III симфония)
- 1908 – Kubok mietielej. Czetwiortaja simfonija (ros. Кубок метелей. Четвертая симфония)